# Herman Fleming (1619–1673)
Herman Claesson Fleming af Liebelitz, född 17 september 1619, död 28 september 1673, var en svensk friherre, riksråd, amiral, amiralitetsråd, överståthållare i Stockholm samt generalguvernör över Finland och Österbotten. Född i Villnäs, son till Clas Larsson Fleming (1592–1644). 
Herman Fleming deltog efter sjömilitära studier i utlandet i sjötåget 1644 som skeppskapten. Han blev 1645 amirallöjtnant, 1650 riksråd och amiralitetsråd, och var överståthållare i Stockholm 1650–52. År 1653 blev Fleming rikskammarråd och samma år president i kammarkollegium, och ägnade sig därefter helt åt finanserna. Redan 1650 hade han understött de ofrälses reduktionskrav. I förslaget om fjärdepartsräfsten ansågs Fleming ha stor del, och dess verkställighet uppdrogs åt ett reduktionskollegium med Fleming som ordförande. 
Energiskt drev Fleming på reduktionen trots opposition från andra adelsmän och ibland även inom själva kollegiet, men kungen insåg omöjligheten att mot adeln genomföra reduktionen under pågående krig, och 1657 avstannade arbetet. Strax före sin död utsåg dock Karl X Gustav Fleming till riksskattmästare. Mot all sed vägrade adeln att godkänna denna utnämning, och Fleming drog sig då helt tillbaka från det offentliga livet. Senare blev han 1664 generalguvernör över Finland, men sjuklig som han var, kunde han uträtta föga. Ett utförligt förslag till försväsendets förbättring framlade han dock, men detta, som i sina konsekvenser måste leda till en fortsättning av reduktionen, mottogs illa av regeringen, och 1669 indrogs hans generalguvernörsämbete.

## Familj
Herman Fleming gifte sig 1645 med Christina Rosladin, dotter till översten Fritz Petersson Rosladin till Saris och Kusstad, med Christina Arvidsdotter Posse född i adelsätten Posse. I äktenskapet föddes två barn, Clas Hermansson Fleming (1649–1685) och Herman Fleming (1654–1718).